# Lorna Lippmann
Lorna Lippmann (* 21. Dezember 1921 in Melbourne, Australien; † 16. Juni 2004 in Canterbury (Melbourne), Australien) war eine australische Menschenrechtlerin und Autorin. Als Vorsitzende des Legislative Reform Committee des Federal Council for the Advancement of Aborigines and Torres Strait Islanders (FCAATSI) setzte sie sich gegen diskriminierende Klauseln in Landes- und Bundesgesetzen ein.

## Leben und Werk
Lippmann war die zweite von drei Töchtern des in Russland geborenen Arztes Philip Matenson und Pauline Mathilda, geborene Aarons. Ihre Mutter war eine Australierin der zweiten Generation aus Yorkshire und ihr Vater stammte aus einer orthodoxen jüdischen Familie, die vor Pogromen floh und nach Australien kam, als er drei Jahre alt war. Ihr Vater brachte ihr Lesen und Schreiben bei, bevor sie das Vaucluse College FCJ besuchte. Nach Erlangung der Hochschulreife arbeitete Lippmann acht Monate als Lehrerassistentin. 1939 schrieb sie sich für einen Bachelor of Arts an der University of Melbourne mit dem Hauptfach Französisch ein. Nach Abschluss ihres Studiums 1942 arbeitete sie in der Abteilung Kriegsorganisation der Industrie. Nach dem Krieg arbeitete sie für die französische Handelskammer.
1945 heiratete sie in einer liberalen Synagoge Walter Lippmann (1919–1993), der im Januar 1938 aus Hamburg nach Australien gekommen war. Nach dem Zweiten Weltkrieg gründete ihr Mann mit seinem Vater die Elektroinstallationsunternehmen Meteor Lighting Pty Ltd und FB Lippmann and Son Pty Ltd. und bekleidete mehr als 45 Jahre Führungspositionen in staatlichen und nationalen jüdischen Organisationen. 

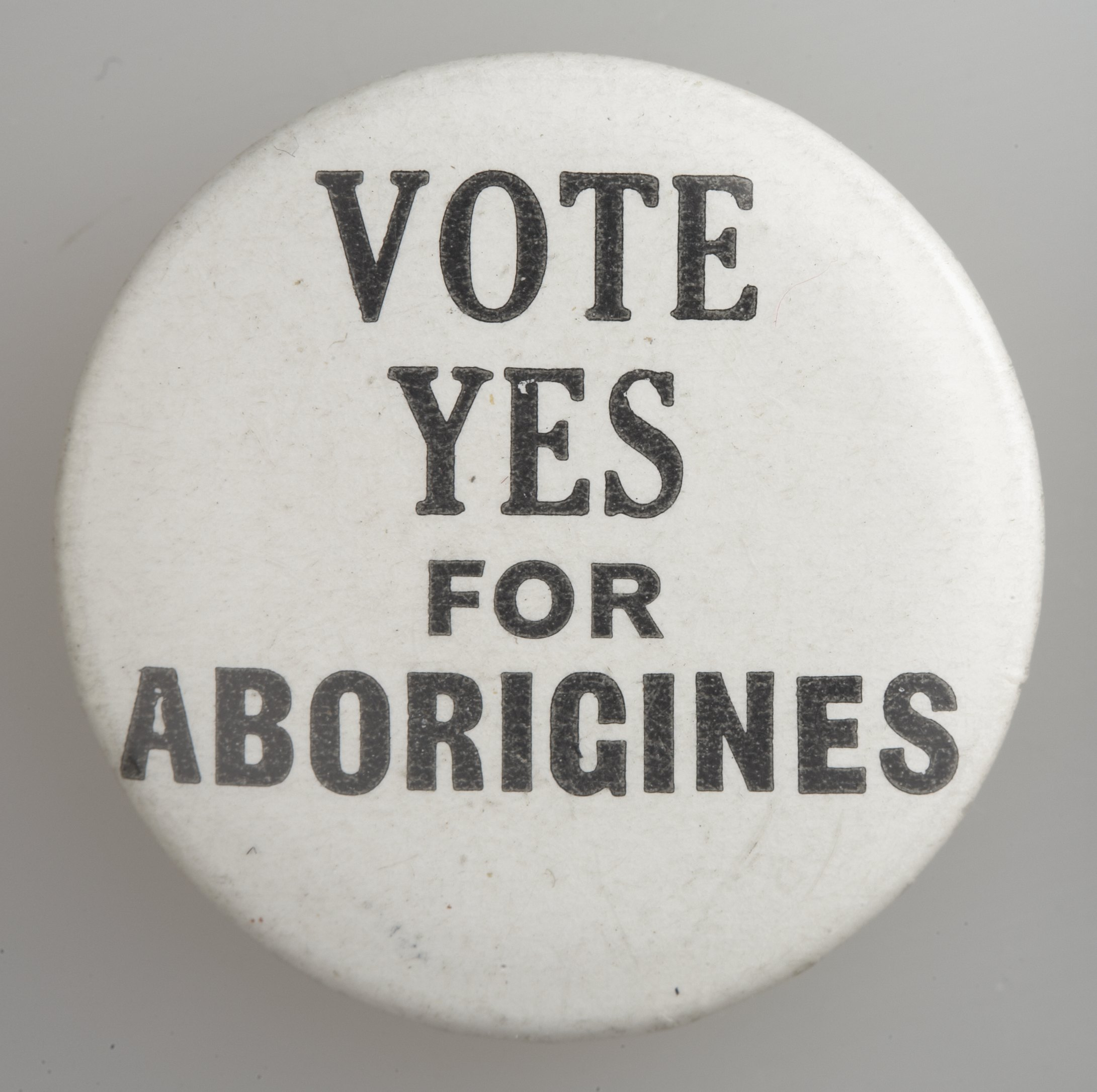
Ein Abzeichen zur Unterstützung der „Ja“-Abstimmung etwa zur Zeit des australischen Verfassungsreferendum von 1967 (Sammlungen der Museen Victoria)

Lippmanns Engagement galt den Angelegenheiten der Ureinwohner und der Förderung des Verständnisses der Ursachen der Rassendiskriminierung. 1957 war sie schockiert über den Film Their Darkest Hour von (Sir) Douglas Nicholls und William Grayden, der die entsetzlichen Lebensbedingungen der Aborigines in den Warburton Ranges in Westaustralien enthüllte. Sie trat in die Victorian Aboriginal Advancement League ein, wo sie von 1959 bis 1968 Vizepräsidentin und Delegierte des Federal Council for the Advancement of Aborigines and Torres Strait Islanders (FCAATSI) war. In diesen Funktionen setzte sie sich für die Beseitigung diskriminierender Klauseln in Landes- und Bundesgesetzen ein. Sie wurde 1964 Vorsitzende des Gesetzgebungsreformausschusses des Bundesrates zur Förderung der Aborigines und der Inselbewohner der Torres Strait und zu ihren ersten Veröffentlichungen gehörte ihr Beitrag zu den Broschüren des Ausschusses   Principles of Aboriginal legislation (1965) und Legislative changes, recommendations for future action (1966). Während der erfolgreichen Referendumskampagne für eine Verfassungsänderung von 1967 war sie intensiv an der Planung und öffentlichen Reden beteiligt.

## Tätigkeit am Australian Institute for Holocaust and Genocide Studies
1963 immatrikulierte sich Lippmann an der Fakultät für Soziologie und Anthropologie der Monash University. Im folgenden Jahr brach sie ihr formelles Studium ab, als sie vom Direktor des neu eingerichteten Zentrums für die Erforschung der Angelegenheiten der Aborigines der Universität, Colin Tatz, eine Stelle als wissenschaftliche Mitarbeiterin bekam, auf der sie bis 1975 tätig war. Sie wurde stellvertretende Direktorin des Zentrums und hielt Vorträge, forschte und schrieb ihre ersten Bücher.
Um ihr Wissen zu vertiefen, studierte Lippmann indigene Völker in Übersee, besuchte als Gast des Bureau of Indian Affairs Indianerreservate in den Vereinigten Staaten und verbrachte Wochen in Maori-Gemeinschaften in Neuseeland, Dörfern in Indien und indigenen Gemeinschaften in Kanada und auf den pazifischen Inseln. Sie traf sich auch mit Forschern in England, den Vereinigten Staaten und anderen Ländern, um Initiativen zur Bekämpfung von Rassismus zu diskutieren.
Lippmann verfasste mehr als 60 Artikel, Buchkapitel und Berichte sowie vier Bücher. Sie veröffentlichte auch Berichte über die Lebensbedingungen der Ureinwohner in Westaustralien (1977, 1979), im Northern Territory (1978), in Tasmanien (1978) und in Victoria (1980) und, was eine Ausweitung ihrer Interessen widerspiegelt, die türkische und indo-chinesische Gemeinde in Victoria (1980). Sie schrieb für eine allgemeine Leserschaft, Schüler und Studenten, politische Entscheidungsträger und Pädagogen, um über die Auswirkungen der britischen Besiedlung zu informieren und rassistische Vorurteile und Bigotterie zu bekämpfen. Ein besonderes Interesse galt der Rolle der Schulen bei der Aufrechterhaltung voreingenommener Einstellungen, was Lippmann dazu veranlasste, Analysen von Schultexten und allgemeiner Lektüre für Jugendliche zu recherchieren und zu veröffentlichen, um Voreingenommenheit, Vorurteile und verschleierten Rassismus aufzudecken.

## Einsatz für Menschenrechte
1973 ließ sich Lippmann von der Monash University beurlauben und nahm eine Stelle an im Büro von Gordon Bryant, dem Bundesminister für Angelegenheiten der Aborigines in der Whitlam Labour-Regierung, um über Bildungsprogramme zu beraten. 1975 verließ sie ihre Stelle an der Monash University, um in Victoria Direktorin des Büros des Commissioner for Community Relations zu werden. Eine ihrer Aufgaben bestand darin, individuelle Beschwerden über Rassendiskriminierung zu untersuchen.
Von 1984 bis 1987 war Lippmann Community Education Officer bei der Menschenrechtskommission. Nach ihrer Pensionierung war sie Vorsitzende des Ökumenischen Migrationszentrums und ab 1987 Mitglied und später Vorsitzende des Victoria’s Immigration Review Panel, das über Einsprüche gegen Entscheidungen nach dem Migrationsgesetz entschied.
Lippmann wurde posthum geehrt, indem in Canberra die  Lorna Lippmann Lane nach ihr benannt wurde und jährlich ein Stipendium der Monash University in ihrem Namen an einen Aborigine-Studenten vergeben wird.

## Veröffentlichungen (Auswahl)
- Education for Better Race Relations. The Australian Journal of Indigenous Education, Volume 2, Issue 3, 1974, S. 3–10.
- Words or Blows: Racial Attitudes in Australia. Penguin Books Australia, 1973, ISBN 978-0140217025.
- To Achieve Our Country: Australia and the Aborigines. Melbourne: Cheshire, 1970.
- The Aborigines. In From Whitlam to Fraser: Reform and Reaction in Australian Politics. S. 173–88. Melbourne: Oxford University Press, 1979.
- Aboriginal Education. The Australian and New Zealand Journal of Sociology, Volume: 11 issue: 2, S. 13–19, 1975.
- Generations of Resistance: Aborigines Demand Justice. Longman Cheshire, 1991, ISBN 978-0582712751.